# Дворец чудес
Дворец чудес — расположенная в Будапеште интерактивная научная выставка, имеющая целью представить природные явления и достижения естественных наук в понятной и увлекательной форме.

## Цель создания выставки
Цель Дворца чудес – представить законы природы и чудесный и удивительный мир физики в зрелищной, занимательной и понятной форме, с экспериментами, в которых можно поучаствовать. Выставка является воплощением мечты профессора Йожефа Эвегеша, у которого еще в 1960-е годы, когда подобных интерактивных научных центров не существовало, возникла идея музея, где посетители смогли бы на практике познакомиться с «чудесами» науки. Будущий музей, по замыслу Эвегеша, дожен был получить название "Дворец Чудес".
В настоящее время на выставке представлены чудеса из области не только физики, но и других естественных наук: биологии (выставка «Мир рождения»), химии (лаборатория Гедеона Рихтера) и геологии (занятия GeoLab). Цель выставок и программ — пробудить интерес и дать возможность познакомиться с естественными науками на основе собственного практического опыта, тем самым превращая обучение в запоминающееся впечатление.

## История выставки
Дворец чудес – первая по времени создания интерактивная познавательно-развлекательная научная выставка в Центральной и Восточной Европе. Общество физики Лоранда Этвёша (ELFT) и Международный фонд Эрнё Рубика основали Фонд Будапештского научного центра в 1993 году с целью создания «интерактивного научного игрового центра». Ответственным за проект была Эдит Кадар, которая вместе с Ласло Баном и представлявшим ELFT доктором Виктором Хорватом разработала концепцию Дворца чудес, прообраза первого венгерского интреактивного научного музея. Первая выставка состоялась в 1994 году в холле Будапештского технологического университета. Уже тогда люди стояли в километровых очередях, чтобы посетить  выставку в стиле hands-on, на которой всё можно было попробовать и потрогать своими руками. Выставка продлилась всего две недели с перерывом в несколько дней, когда сломанные устройства ремонтировались. Ввиду большого интереса (и благодаря полученному доходу) выставка уже в следующем году была организована в спортивном комплексе клуба "Вашаш". За  шесть недель её посетили 130 000 человек (в том числе много иностранных гостей). Ввиду большого интереса создатели приняли решение о создании постоянной экспозиции.
При поддержке Международного фонда Рубика выставка разместилась на проспекте Ваци в Будапеште, на месте бывшего Книжного дома, на площади около 1200 квадратных метров. Впоследствии выставка действовала в парке Милленариш, в период с 2012 по 2023 год - в ТЦ "Campona" и "Buda Entertainment & Gastro", на площадях в несколько тысяч квадратных метров.
В настоящее время музей располагается в отдельном здании в III районе Будапешта, на проспекте короля Матьяша. Выставка, площадь которой также составляет несколько тысяч квадратных метров, практически все дни в году ждет посетителей, желающих учиться и познавать науку в игровой форме.

## Экспозиция
"Дворец чудес" представляет собой научно-развлекательный центр, в котором есть более чем 250 игр, лекционный зал, лаборатория, три необычных проектора, четыре квест-комнаты, Гостей ждут также залы для проведения мероприятий, бар с "естественно-научными" коктейлями в пробирках, специальный настольный футбол и 27 интерактивных столов.
Основные тематические разделы:
- Мастерская природы
- Зал ученых
- Магнитное поле
- Космическая станция
- Мир рождения
- Иллюзии
- Яблоневый сад Ньютона
- Остановка "Логика" Сложный маятник. Маятник, который можно вращать с помощью кнопки, в свободном состоянии совершает хаотичное движение.

Дополнительные аттракционы:
- Лаборатория Гедеона Рихтера
- Зал профессора Эвегеша
- Квест-комнаты
  - Обновляющийся город
  - Комната инженера
  - Чрезвычайная ситуация
  - Путешественник по миру
- Специальные проекторы
  - 5D-кинотеатр
  - 9D-кинотеатр
  - Круговая панорама
- Игровой бар
  - Настольный бильярдный футбол
  - Интерактивные столы

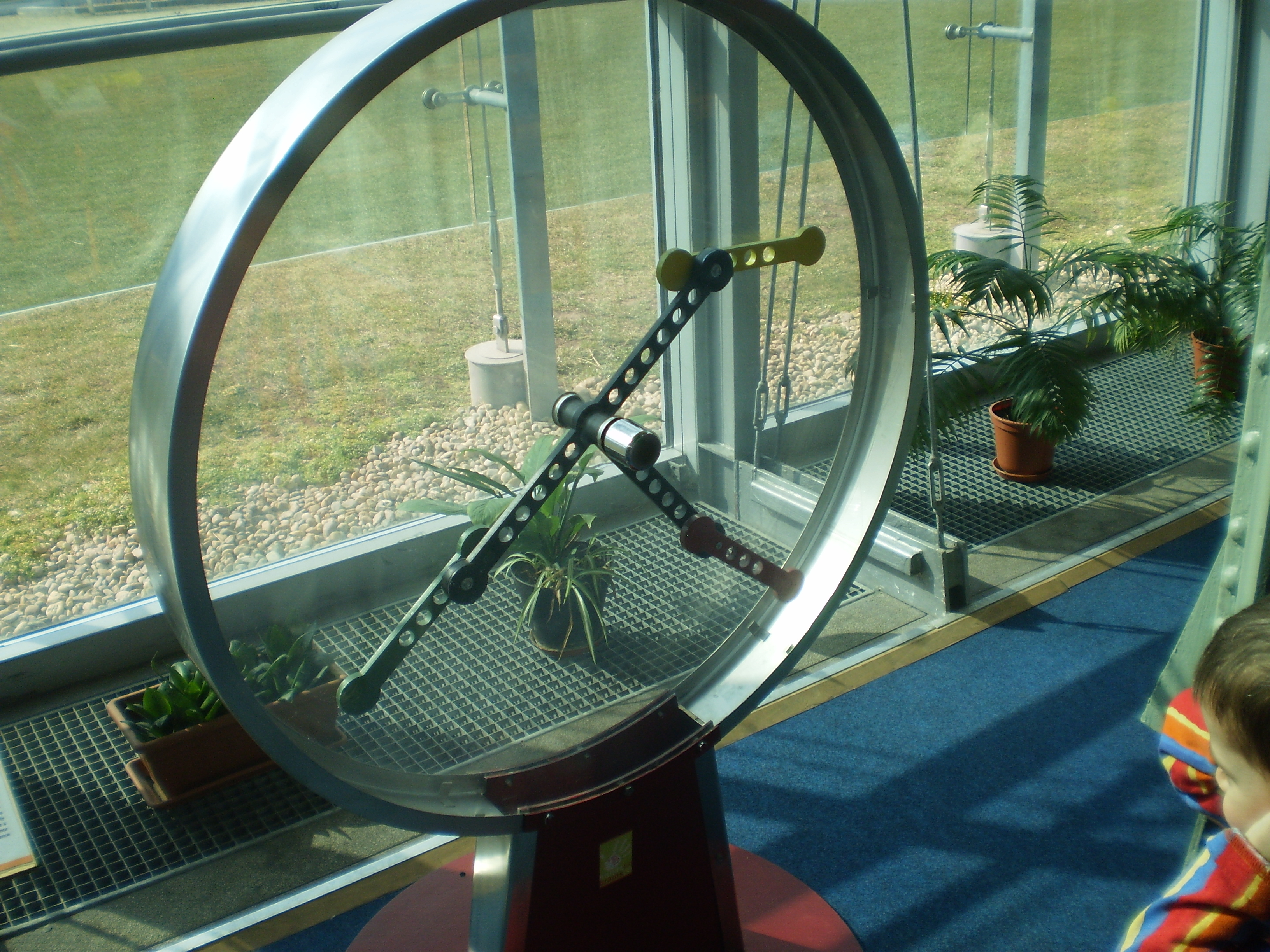
Сложный маятник. Маятник, который можно вращать с помощью кнопки, в свободном состоянии совершает хаотичное движение.

Самые популярные из «классических» аттракционов: Креативный маятник; Как далеко ты прыгнул бы в Солнечной системе? ; Факир спит на гвоздях; LEGO-кинотеатр; Пируэт; Мостарский мост; Кружащиеся деньги; Бархатная арфа, Воздушная пушка, Видимые колебания; Диск-присоска; Хаотический маятник; Сталкивающиеся шары; Комната с туманом; Изогнутая горизонталь; Беговая дорожка; Летающее отражение.